# Кац, Борис Аронович
Бори́с Аро́нович Ка́ц (род. 15 июля 1947) — советский и российский музыковед и литературовед, культуролог, пушкинист, мандельштамовед. Декан-организатор и профессор факультета истории искусств Европейского университета в Санкт-Петербурге. Член Союза композиторов России, член Международного Баховского общества.

## Биография
1976 год — кандидат искусствоведения (диссертация на тему «Внутренняя организация вариационного цикла и её художественное значение», Ленинградский государственный институт театра, музыки и кинематографии).
В 1969—2000 годах — преподаватель, затем заведующий отделом теории и анализа Музыкального училища им. М. П. Мусоргского в Ленинграде.
В 2000 году организовал факультет истории искусств Европейского университета в Санкт-Петербурге. Был избран его деканом, одновременно профессор. В число курсов, которые читает Б. Кац входят: «Взаимоотношения музыки и кинематографа», «Из истории русско-европейских художественных контактов. Ч.3. Музыкальные искусства», «Интерпретация художественного текста. Ч.3. Музыка», «О контактах литературы и музыки», «Семиотика искусств. Ч.3. Музыка».

### Семья
- Жена — историк литературы Вера Аркадьевна Мильчина.

### Научные интересы
Теория культуры; взаимосвязь музыки, литературы и других видов искусства в русской культуре XVIII—XX веков; музыка эпохи барокко и XX века; методы структурного и интертекстуального анализа художественных текстов.
Опубликовал и исследовал музыкальные композиции Бориса Пастернака. Ряд работ посвящены музыкально-литературным аспектам творчества Анны Ахматовой, Осипа Мандельштама, А. С. Пушкина, а также музыке российского кинематографа и творчеству современных российских композиторов (Г. И. Уствольской, Б. И. Тищенко). Исследования Б. Каца цитируются как российскими, так и зарубежными авторами, на них ссылаются в зарубежных учебниках для университетов (таких как Северо-Западный университет, обучение на степень доктора наук в Мичиганском университете и прочие.

### Награды и премии
- Заслуженный работник культуры Российской Федерации (1998)[24].